# Österreichische Alpine Skimeisterschaften 1980
Die Österreichischen Alpinen Skimeisterschaften 1980 fanden vom 28. bis zum 31. Jänner in Aspang-Mariensee statt. Es wurden nur die technischen Disziplinen Slalom und Riesenslalom ausgetragen. Abfahrt und somit auch Kombinationswertung gab es nicht.

## Herren

### Riesenslalom
| Platz | Name                | Zeit        |
| ----- | ------------------- | ----------- |
| 1     | Klaus Heidegger     | 2:25,31 min |
| 2     | Christian Orlainsky | 2:26,28 min |
| 3     | Hans Enn            | 2:26,88 min |
| 4     | Gerhard Jäger       | 2:27,64 min |
| 5     | Josef Prieler       | 2:28,40 min |
| 6     | Anton Steiner       | 2:28,41 min |

Datum: 31. Jänner 1980

Ort: Aspang-Mariensee

### Slalom
| Platz | Name                | Zeit        |
| ----- | ------------------- | ----------- |
| 1     | Klaus Heidegger     | 1:27,07 min |
| 2     | Franz Gruber        | 1:27,19 min |
| 3     | Christian Orlainsky | 1:27,59 min |
| 4     | Anton Steiner       | 1:27,66 min |
| 5     | Helmut Gstrein      | 1:28,40 min |
| 6     | Gerhard Jäger       | 1:28,75 min |

Datum: 29. Jänner 1980

Ort: Aspang-Mariensee

## Damen

### Riesenslalom
| Platz | Name             | Zeit        |
| ----- | ---------------- | ----------- |
| 1     | Ingrid Eberle    | 2:19,52 min |
| 2     | Monika Kaserer   | 2:19,79 min |
| 3     | Regina Sackl     | 2:20,06 min |
| 4     | Heidi Riedler    | 2:20,29 min |
| 5     | Erika Gfrerer    | 2:20,64 min |
| 6     | Anni Kronbichler | 2:20,84 min |

Datum: 30. Jänner 1980

Ort: Aspang-Mariensee

### Slalom
| Platz | Name            | Zeit        |
| ----- | --------------- | ----------- |
| 1     | Rosi Aschenwald | 1:43,62 min |
| 2     | Regina Sackl    | 1:44,08 min |
| 3     | Uta Wedam       | 1:44,20 min |
| 4     | Erika Gfrerer   | 1:45,91 min |
| 5     | Sylvia Eder     | 1:46,37 min |
| 6     | Karin Buder     | 1:47,12 min |

Datum: 28. Jänner 1980

Ort: Aspang-Mariensee